# Dialogues sur la religion naturelle
Les Dialogues sur la religion naturelle sont la dernière œuvre du philosophe britannique David Hume, publiée à titre posthume en 1779. Rédigés à partir de 1750 et achevés peu avant sa mort, ces dialogues traitent de la nature de la religion et trouvent une partie de leur inspiration dans le De Natura Deorum de Cicéron.
Dans ce dialogue en douze chapitres, trois personnages de fiction nommés Déméa, Philon et Cléanthe, débattent de la nature et de l'existence de Dieu. Les trois sont d'accord sur le fait qu'un dieu existe (ou puisse exister) ; cependant, ils diffèrent sur la manière qu'ils estiment la plus pertinente de raisonner au sujet des attributs et des qualités de Dieu, ainsi que sur la possibilité pour l'humanité d'acquérir un savoir sur l'Être suprême.
Au fil des chapitres, les personnages du dialogue abordent un certain nombre d'arguments au sujet de l'existence de Dieu, ainsi que des arguments dont leurs défenseurs estiment qu'ils pourraient leur permettre de connaître la nature de la divinité. Ces débats incluent la preuve physico-théologique - pour laquelle Hume donne l'exemple d'une maison - ou la question de savoir s'il y a davantage de bien ou de mal dans le monde.
Lorsque l'on prend en considération d'autres textes humiens sur la religion, on peut constater que tous ces textes concluent, avec une ironie manifeste étant donné le contenu de leur développement, à la pertinence de la vision chrétienne du monde. Dans l’Enquête sur l'entendement humain, le chapitre X, Des miracles (en), réfute a priori la possibilité que les miracles existent, puis démontre que la croyance religieuse se fonde essentiellement sur la foi et non sur la raison. Et dans l'Histoire naturelle sur la religion, Hume explique historiquement l'apparition de la religion, sans chercher son origine dans une quelconque transcendance a priori – ce qui tend à montrer que la religion est une production de l'esprit humain et non d'une transcendance supra-humaine.

## Personnages
- Pamphile est un jeune homme présent pendant les dialogues. Dans une lettre, il reconstruit la conversation de Déméa, Cléanthe et Philon en détail pour la raconter à son ami Hermippe (et la conversation reconstruite constitue en réalité l'intégralité des dialogues). Silencieux pendant le débat, il sert de narrateur au livre. À la fin des Dialogues, Pamphile déclare croire que les arguments de Cléanthe sont « les plus proches de la vérité » : on peut l'interpréter de différentes façons - cela pourrait être par loyauté vis-à-vis de son professeur de philosophie, dans la mesure où les thèses de Cléanthe ne reflètent pas celles de Hume sur le sujet, ou encore pour éviter d'éventuels ennuis aux amis de Hume qui ont publié les Dialogues après sa mort.
- Cléanthe est un théiste expérimental. Il base sa croyance en Dieu sur des arguments téléologiques (selon lesquels l'organisation que l'on trouve dans des organismes ou dans des cycles naturels ne peut exister par hasard et est nécessairement le résultat d'un dessein intelligent, visant un certain but) et anthropomorphiques (arguant que Dieu est nécessairement compréhensible par l'esprit humain, donc partage avec lui certains caractères).
- Philon, si l'on accepte l'interprétation la plus répandue parmi les commentateurs, est le personnage dont les thèses sont les plus proches de celles de Hume[2]. Associé à Déméa par choix tactique, il attaque les arguments anthropomorphiques et téléologiques de Cléanthe, et estime que la raison humaine est beaucoup trop inadéquate et faible pour connaître quoi que ce soit de la divinité, tant a priori par la déduction cartésienne pure qu'a posteriori par l'observation de la nature. Il ne va cependant pas jusqu'à nier l'existence de Dieu.
- Déméa défend un argument cosmologique et un théisme philosophique de type rationaliste. Bien que son argument soit proche de celui de Cléanthe (le monde est trop complexe pour être le produit d'une causalité aveugle), son optique n'est pas du tout la même ; en effet, là où Cléanthe fonde ses arguments sur une vision empiriste du monde, Déméa estime que l'existence de Dieu devrait être prouvée par de purs raisonnements a priori, et que notre croyance ou notre foi ne devrait s'appuyer que sur la Révélation (biblique) et le fidéisme. Déméa rejette la « religion naturelle » de Cléanthe au motif qu'elle serait trop anthropomorphe. Il décrit Dieu comme étant par nature infini et tout-puissant, donc infiniment loin des capacités d'inférence humaine, ce à quoi Cléanthe lui répondra que si Dieu est aussi éloigné que cela de notre raison, alors nous n'avons aucune preuve de son existence - et chaque personnage accuse l'autre d'aboutir logiquement à l'athéisme. Déméa critique fortement l'abandon des arguments a priori par Cléanthe et par Philon (tous deux sont empiristes) et perçoit ce dernier comme « acceptant une forme extrême de scepticisme », quoiqu'il le laisse attaquer les thèses de Cléanthe avec lui, jusqu'au onzième chapitre où il comprendra que Philon a détruit ses thèses de l'intérieur.

## Premières éditions
- (en) David Hume, Dialogues concerning natural religion, Londres, non précisé, 1779, 2e éd., 264 p., in-8° (BNF 30628409)
- David Hume, Dialogues sur la religion naturelle, Édimbourg, non précisé, 1779, viii-292, in-8° (BNF 3062841)